# ポン＝ラベ
ポン＝ラベ （Pont-l'Abbé、ブルトン語:Pont-'n-Abad）は、フランス、ブルターニュ地域圏、フィニステール県のコミューン。ビグダン地方の中心地である。

## 地理

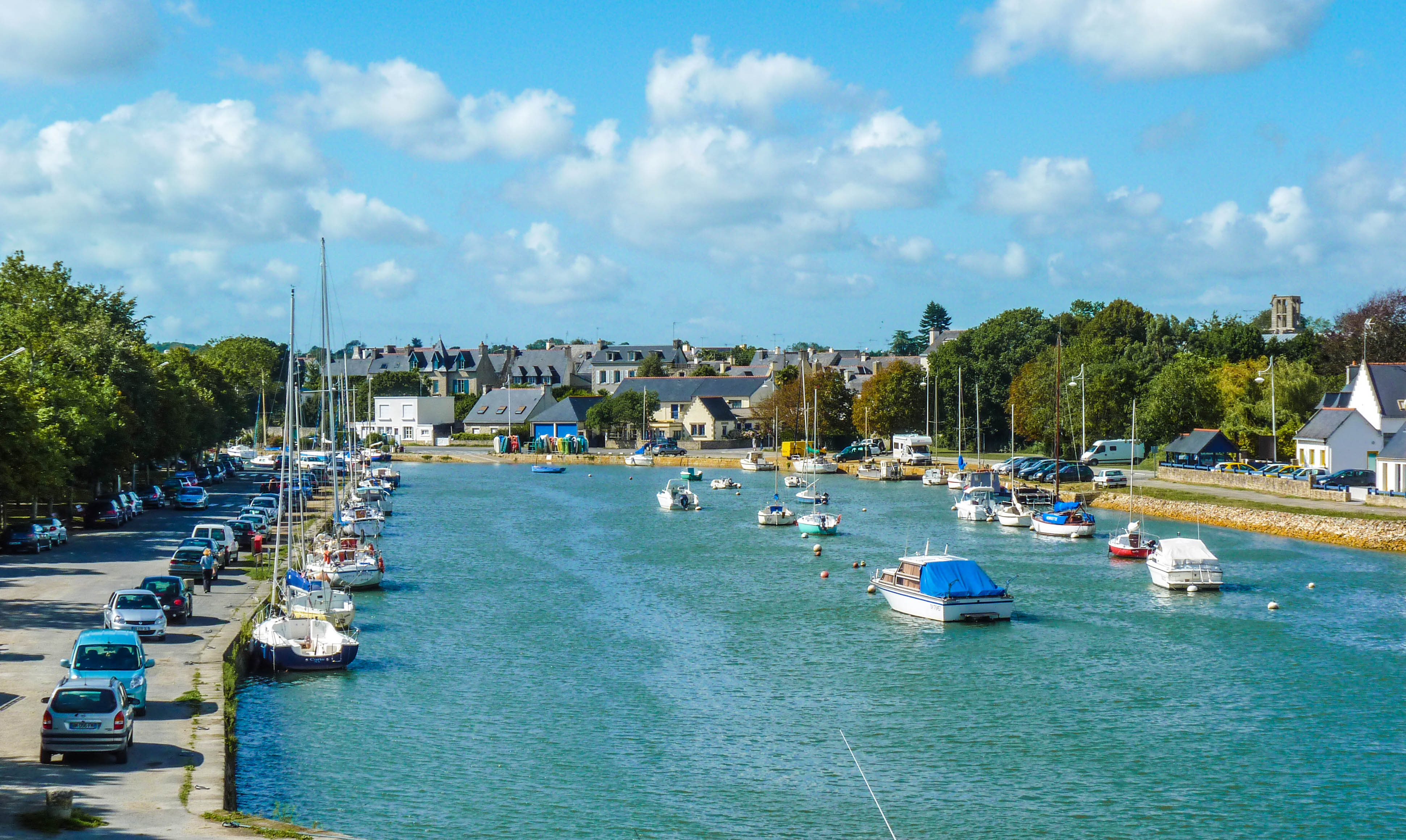
ポン＝ラベ。左はサン・ローラン埠頭

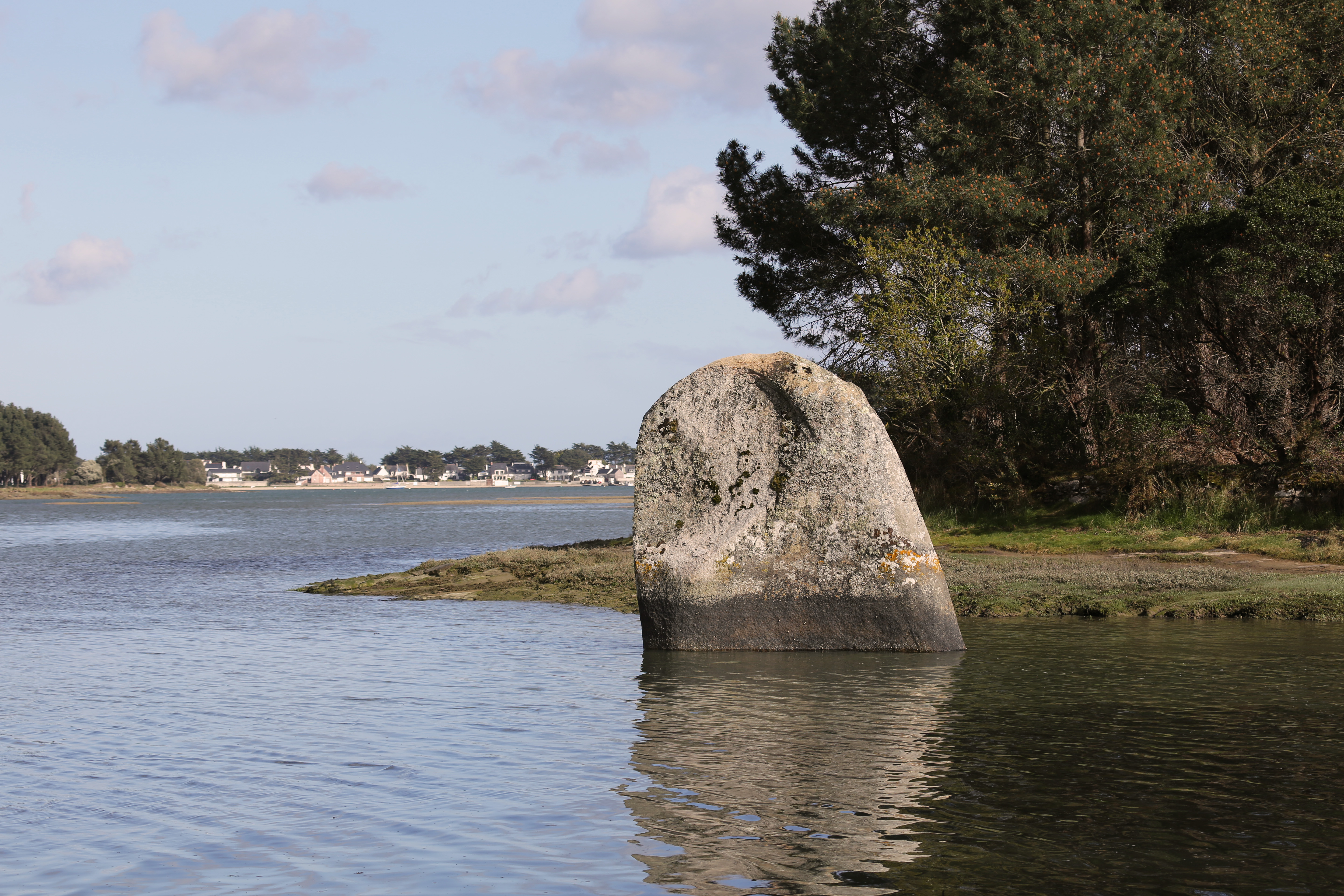
ポン＝ラベ川右岸にある、水につかったメンヒル

ポン＝ラベは、ポン＝ラベ川（Rivière de Pont-l'Abbé）と呼ばれる、三角州というよりむしろリアス式海岸の奥に位置する。ブルターニュのランデルノー、シャトーラン、カンペール、カンペルレと同じように、沿岸河川の最も下流にある橋の場所で誕生した町である。潮の影響を受ける限界にあり、満潮時に港や埠頭まで航行できる限界と一致する。1385年、ローマ教皇クレメンス7世は、Ponte Abbatiの海の港について言及した。この地はポン＝ラベ城で防衛されており、ポン＝ラベ川を堰止める水車が、川の上流部を示していた。下流の一部は海からの影響を受けた。
ポン＝ラベ川はケリフォレ近郊で生まれる。そこは町の西南西、ランデュデックとプロガステル＝サン＝ジェルマンとの境界にあたるところである。当初は南東に向かって流れ、西のプメリとプロネウール＝ランヴェルン、そして東のトレメオックの間を通過したら、その後南向きになる。この流れはプラン・デュ・ムーラン・ヌフ（Plan du Moulin Neuf）というダムでせき止められる。下流の海岸沿いの小さな川が南へ流れてポン＝ラベ川となる。かつては流れに沿って多くの水車が並んでいた。
海上におけるポン＝ラベ川は、左岸にあるポン＝ラベのランブール地区と右岸のロクテュディを分離するリアス式海岸である。右岸にはコンブリ＝サント＝マリーヌとイル＝テュディがある。河口には小島が点在する。左岸のボディヨ半島は自然保護区となっている。

## 由来
ポン＝ラベとはラテン語名Ponte Abbatiに由来する。これは1224年にロクテュディのサン・テュディ修道院長が建設させた橋から派生している。修道院長は橋の所有者でもあった。

## 歴史

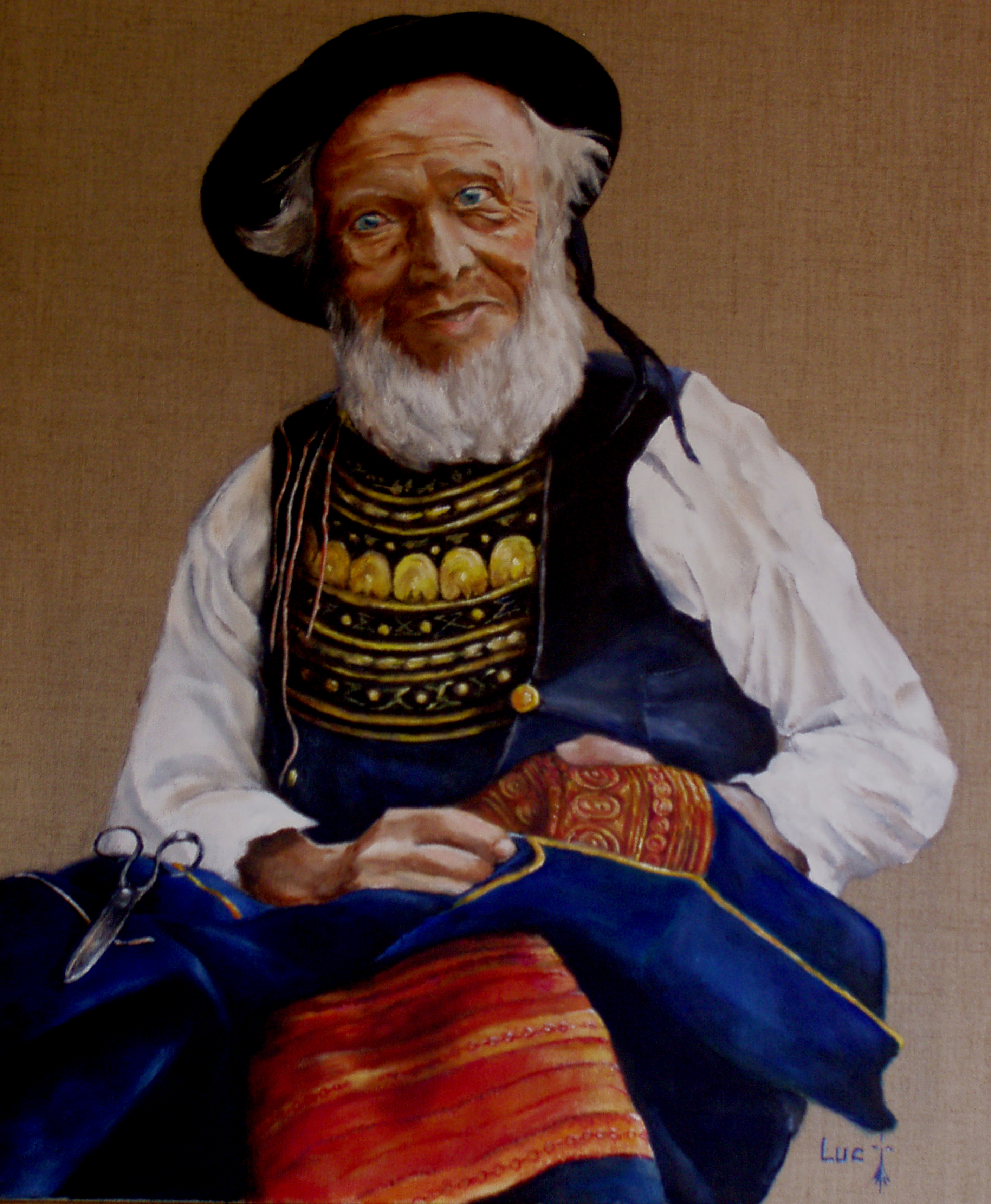
古い絵葉書に描かれたポン＝ラベの刺繍職人

11世紀、ポンの最初の領主は、ポン＝ラベ川を横断する橋の先頭に封建時代のモットを建設した。その場所はロクテュディ修道院の敷地内であったが、9世紀のノルマン人襲来以降放棄されていた。

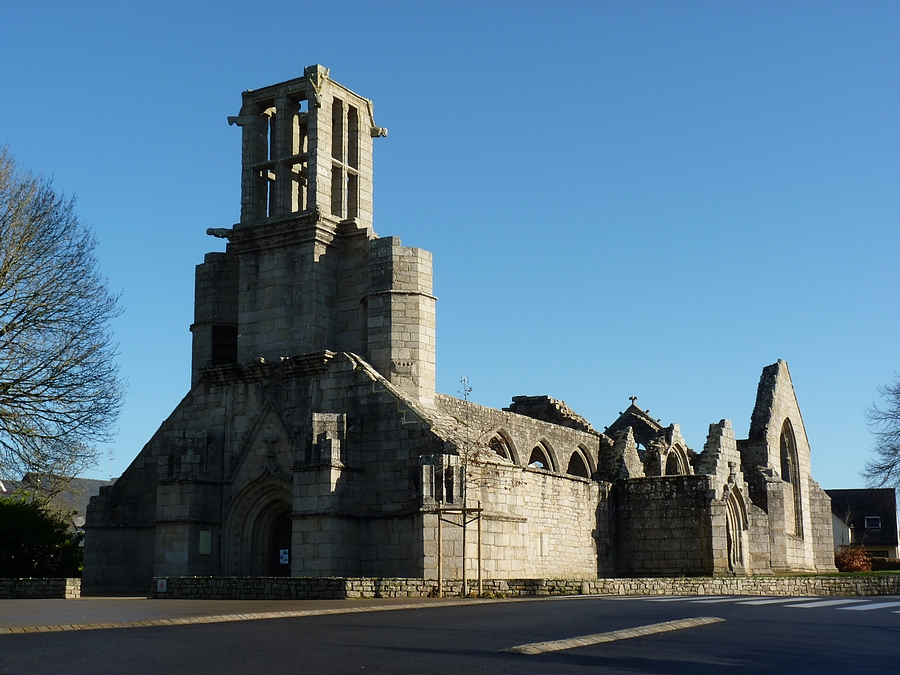
廃墟のままであるランブールのサン・ジャック教会

何人かの歴史家は、最初の領主はジュエル・デュ・ポンであったとみている。彼はドル包囲戦の際にイングランド王の捕虜となった。ヘンリー2世との間に結んだ条約による身代金を支払って、1174年に保釈された。しかし彼がポン＝ラベの家門に属していたとは考えにくい。
初めて名が記されたのは、1220年代に書かれたカンペール大聖堂の特許状台帳においてである。この時の名称はエルヴェ（Hervé）であった。それは、ラテン語で『サン＝テュディ修道院長』を意味するAbbas Tudiとして、世俗的な世襲として続いた可能性がある。このAbbas Tudiは、12世紀のランデヴェネック修道院やカンペルレ修道院の特許状台帳において、公的行為を行う世俗的な証であったと言及されている。
16世紀、ポン＝ラベ男爵家の一部の者たちはユグノーであったため、彼らの一部は1572年にパリで発生した聖バルテルミーの虐殺において、建物の窓から外へ投げ落とされた。
ランブールの小教区民たちは、1675年に起きたビグダン地方での印紙税一揆に積極的に参加した。ルイ14世の名においてショルヌ公爵が指揮した弾圧により、暴動を起こすため人々に鐘を鳴らして知らせたからという理由で、ランブールのサン・ジャック教会の塔が低くされ、再建されることはなかった。教会は13世紀後半に建てられ、16世紀に再建されている。19世紀後半にはもはや建物は維持されておらず、保存修復に取り組んだものの、教会は1983年以降廃墟となっている。
ランブールの小教区はコンブリト教区に依存しており、かつてはシュヴァリエ島にサン・ジルダス礼拝堂が存在した。サン・セルヴェ礼拝堂は同じ名の村にあり、ジュスティス礼拝堂と呼ばれていたが、フランス革命中に国民資産として売却された。ランブールは1790年の一時期に教区であったが、ポン＝ラベに併合された。革命の間、町はポン＝マラー（Pont-Marat）と改名させられていた。
1937年、ポン＝ラベの夏の観光客数は、ホテル宿泊者や滞在者を含め概算で1000人に達していた。

## 人口統計
| 1962年 | 1968年 | 1975年 | 1982年 | 1990年 | 1999年 | 2006年 | 2010年 |
| ------ | ------ | ------ | ------ | ------ | ------ | ------ | ------ |
| 6396   | 6791   | 7325   | 7266   | 7374   | 7849   | 8132   | 8322   |

参照元:1999年までEHESS、2000年以降INSEE

## ブルトン語
2008年、コミューン議会はYa d'ar brezhoneg憲章の批准を可決した。2007年の新学期において、コミューンの児童5.2%が二言語教育を行う学校に在籍していた。

## 文化
刺繍と籠編みが伝統工芸として伝わる。7月第2週の週末には刺繍祭りが開かれ、ブルトン音楽の楽団であるバガドが練り歩く。豊富な刺繍の施された衣服を注文を受けて作る刺繍職人は、職人の兄弟会組織をつくっていた。9月の第4日曜日にはトレミウのパルドン祭り、7月最後の日曜日にはランブールのパルドン祭りが行われる。

## 姉妹都市
- ベタンソス、スペイン
- シュレイデン、ドイツ

## 著名な関係者
- マルセル・ランドスキ
- ヴィオレット・ヴェルディ
- ヴァンサン・リウー（fr） - ヨットのスキッパー
- クリスティアン・グルキュフ - サッカー指導者。元USポン＝ラベ監督